# Вільговець чорноголовий
Вільговець чорноголовий (Hypergerus atriceps) — вид горобцеподібних птахів родини тамікових (Cisticolidae). Мешкає в Західній Африці. Це єдиний представник монотипового роду Вільговець (Hypergerus).

## Опис
Довжина птаха становить 20 см. Верхня частина тіла світло-оливкова, нижня частина тіла жовта, голова чорна, кінчики покривних пер на скронях білі. Хвіст довгий, лапи міцні, дзьоб великий, чорний.

## Поширення і екологія
Чорноголові вільовці поширені від Сенегалу до ЦАР і півночі ДР Конго. Вони живуть в тропічних рівнинних вологих, сухих і мангрових лісах, в чагарникових і прибережних заростях, на плантаціях.

## Поведінка
Чорноголові вільговці харчують переважно комахами. Гніздять в густих прибережних заростях. Для цього виду характерних спів дуетом.